# Get Up (I Feel Like Being a) Sex Machine
Singles de James Brown
Brother Rapp
(1970) Super Bad
(1970)
Get Up (I Feel Like Being a) Sex Machine, souvent simplement intitulée Sex Machine, est une chanson funk de James Brown, sortie en 1970 chez King Records. Une version longue de 11 minutes de ce morceau est également présente sur le double album Sex Machine, également sorti en 1970.
Sex Machine fut une des premières chansons  enregistrées par James Brown avec The JB's, son nouveau groupe.
Le magazine américain Rolling Stone l'a classé 326e dans sa liste des « 500 plus grandes chansons de tous les temps » en 2004. Mais elle s’élève à la 196e place dans le classement révisé de 2021. Elle est également incluse dans la sélection des 660 « chansons qui ont façonné le rock 'n' roll » du Rock and Roll Hall of Fame.
En 2014, elle reçoit le Grammy Hall of Fame Award.

## Classement hebdomadaire
| Classement (1970)                      | Meilleure place |
| -------------------------------------- | --------------- |
| États-Unis Billboard Hot 100           | 15              |
| Allemagne (Media Control AG)           | 29              |
| Pays-Bas (Single Top 100)              | 7               |
| Belgique (Flandre Ultratop 50 Singles) | 4               |
| États-Unis (Cash Box)                  | 17              |